# U-210
El submarí alemany U-210 va ser un submarí tipus VIIC construït per la Kriegsmarine de l'Alemanya nazi per al servei durant la Segona Guerra Mundial.

## Disseny
Els submarins alemanys de tipus VIIC van ser precedits pels submarins de tipus VIIB més curts. L'U-210 tenia un desplaçament de 769 tones (757 tones llargues) quan estava a la superfície i de 871 tones (857 tones llargues) mentre estava submergit. Tenia una longitud total de 67,10 m (220 peus 2 polzades), una longitud del casc a pressió de 50,50 m (165 peus 8 polzades), una mànega de 6,20 m (20 peus 4 polzades), una alçada de 9,60 m (31 peus 6 polzades) i un calat de 4,74 m (15 peus 7 polzades). El submarí estava propulsat per dos motors dièsel sobrealimentats de sis cilindres i quatre temps Germaniawerft F46, produint un total de 2.800 a 3.200 cavalls de potència (2.060 a 2.350 kW; 2.760 a 3.160 shp) per al seu ús a la superfície, dos motors elèctrics de doble efecte AEG GU 460/8–27 que produïen un total de 750 cavalls de potència (75500 kW); shp) per utilitzar-lo submergit. Tenia dos eixos i dues hèlixs d'1,23 m (4 peus). El vaixell era capaç d'operar a profunditats de fins a 230 metres (750 peus).
El submarí tenia una velocitat màxima en superfície de 17,7 nusos (32,8 km/h; 20,4 mph) i una velocitat màxima submergida de 7,6 nusos (14,1 km/h; 8,7 mph). Quan estava submergit, el vaixell podia operar durant 80 milles nàutiques (150 km; 92 milles) a 4 nusos (7,4 km/h; 4,6 mph); mentre que a la superfície podia viatjar 8.500 milles nàutiques (15.700 km; 9.800 milles) a 10 nusos (19 km/h; 12 mph).
L'U-210 estava equipat amb cinc tubs de torpedes de 53,3 cm (21 polzades) (quatre muntats a la proa i un a la popa), catorze torpedes, un canó naval SK C/35 de 8,8cm (3,46 polzades), 220 projectils i un canó antiaeri C/30 de 2 cm (0,79 polzades). El vaixell tenia una tripulació de d'entre 44 i 60 oficials i mariners.

## Historial

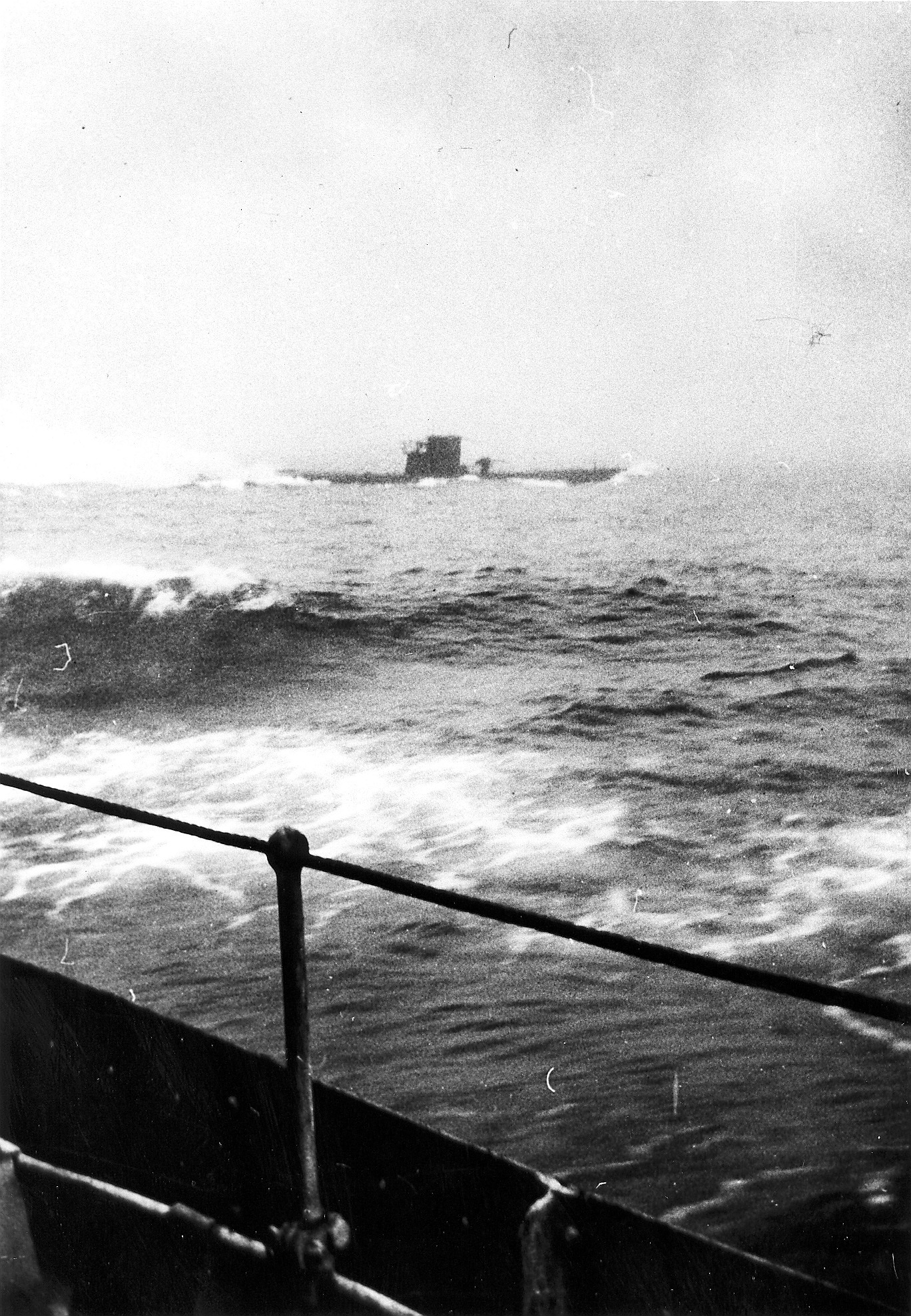
L'U210, vist des del pont de l'HMCS Assiniboine el 6 d'agost de 1942, just abans de ser embestit pel destructor

La seva quilla es va posar el 15 de març de 1941 a F. Krupp Germaniawerftan Kiel, amb el número de drassana 639, avarat el 23 de desembre de 1941 i comissionat el 21 de febrer de 1942 sota el comandament del K.Kapt. Rudolf Lemcke.
L'U-210 només va realitzar una patrulla de guerra, salpant de Kiel el 18 de juliol de 1942 sota el comandament del K.Kqpt Lemcke i posant proa cap a l'Atlàntic nord central. La patrulla no va tenir cap novetat fins al 6 d'agost de 1942 quan es localitzà el comboi SC 94. Malgrat la boira espessa, l'U-210 va ser localitzat al radar pel destructor HMCS Assiniboine. El submarí aconseguí amagar-se dins la boira, però el destructor va aparèixer de sobte a només 45 metres amb l'U-210 travessant la seva proa. Ambdós vaixells van obrir foc; però mentre que la distància era massa curta pels canons principals del destructor, el foc de metralladora va escombrar el pont i la torre, evitant l'ús del canó de coberta. Mentre que el destructor passava a popa, un obús de la bateria de popa va impactar en la torre de comandament, matant tota la tripulació del pont; la metralladora de calibre 50 va silenciar el foc de l'antiaeri del submarí. L'oficial superior supervivent de l'U-210 ordenà que la nau s'immergís, però va obligar la nau a prendre un rumb lent i recte que va permetre que l'Assiniboine s'estavellés darrera la torre de comandament mentre se submergia. Això provocà que els motors elèctrics del submarí fallessin i danyessin les hèlixs. Els tancs de llast van explotar i el destructor tornà a estavellar-se contra el submarí mentre que aquest sortia a superfície; mentre que alhora llançava càrregues de profunditat. Mentre que el submarí s'enfonsava, l'Assiniboine l'impactà amb un altre obús de 4,7 polzades. 37 membres de la tripulació van ser rescatats de l'aigua i esdevingueren presoners de guerra. Sis homes de la tripulació de l'U-210 van morir durant el combat.

### Llopades
L'U-210 va participar en dues llopades:
- Pirat (29 de juliol – 3 d'agost de 1942)
- Steinbrinck (3-6 d'agost de 1942)